# یواس‌آرسی اکتیو (۱۸۴۳)
یواس‌آرسی اکتیو (۱۸۴۳) (به انگلیسی: USRC Active (1843)) یک کشتی است. این کشتی در سال ۱۸۴۳ ساخته شد.